# アレクサンダル・カフヴィッチ
アレクサンダル・カフヴィッチ（セルビア語: Александар Кахвић, ラテン文字転写: Aleksandar Kahvić、2004年1月2日 - ）は、ボスニア・ヘルツェゴビナとセルビアのサッカー選手。ポジションはフォワード。

## 経歴

### レッドスター・ベオグラード
2021年10月7日にガーディアンが発表したネクスト・ジェネレーション2021に選出された。

### OFKベオグラード
2023-24シーズンにレッドスター・ベオグラードからOFKベオグラードにレンタル移籍すると、セルビア・プルヴァ・リーガで10試合9得点の成績を残した。

### FKジェレズニチャル・パンチェヴォ
2024年1月22日、FKジェレズニチャル・パンチェヴォに半年間の契約でレンタル移籍した。